# Mała Kamienna
Mała Kamienna (Kamienna Mała) zwana także Pleśną – potok górski w Sudetach Zachodnich w Górach Izerskich w woj. dolnośląskim.

## Charakterystyka
Górski potok o długości 11 km, lewy dopływ Kamiennej, należący do dorzecza Odry. W części źródliskowej składa się z kilkunastu potoczków, z których największy wypływa z małego bagienka na wysokości około 990 m n.p.m. spod północnego grzbietu wzniesienia Zwalisko w Górach Izerskich. Potoki w górnym biegu spływają w kierunku północnym korytami po stromych, zalesionych zboczach, które miejscami przechodzą w skalne zręby. Od Rozdroża Izerskiego potok płynie w kierunku wschodnim do ujścia Kamiennej w Piechowicach, zalesioną doliną, wzdłuż drogi leśnej prowadzącej z Piechowic do Rozdroża Izerskiego. Dolina potoku oddziela grzbiety Gór Izerskich, Wysoki Grzbiet po południowej stronie od Grzbietu Kamienickiego po północnej stronie. W korycie potoku występują małe progi skalne. Dolina Małej Kamiennej należy do ładniejszych zakątków Gór Izerskich. Zasadniczy kierunek biegu Małej Kamiennej jest wschodni. Jest to potok górski zbierający wody z południowych zboczy Grzbietu Kamienickiego i północnych zboczy wschodniej części Grzbietu Wysokiego Gór Izerskich. W dolnym biegu potoku położona jest miejscowość Górzyniec. Potok w większości swojego biegu nie jest uregulowany, o wartkim prądzie wody.

## Historia
W okresie średniowiecza potok był obiektem intensywnych poszukiwań złota, a później szlachetnych kamieni. W Księgach Walońskich występowała jako szczególnie zasobna w złoto. W drugiej połowie XVII wieku w środkowej części doliny nad Małą Kamienną znajdowała się kopalnia złota, pozostałości po jej sztolni nazywane są dziś „Złotą Jamą”. Z osau rzecznego wymywano złoto do pierwszych dekad XIX w., wykupując koncesję. Do 1707 roku potok był o 8 km. dłuższy i uchodził w Cieplicach, po powodzi jego koryto uległo zmianie. Dnem doliny Małej Kamiennej, wzdłuż obecnej leśnej drogi w przeszłości prowadził stary dukt z Jeleniej Góry do Świeradowa. Potok we wcześniejszych czasach nazywano: Plessena, Klein Zacken, Pleśna.

## Miejscowości, przez które przepływa
- Górzyniec
- Piechowice

## Dopływy
Dopływami Małej Kamiennej jest wiele nienazwanych potoków, które w większości odprowadzają wody z północnych zboczy wschodniej części Wysokiego Grzbietu.